# Fresens
Fresens (toponimo francese) è una frazione di 252 abitanti del comune svizzero di La Grande Béroche (Canton Neuchâtel).

## Geografia fisica
Fresens sorge presso la sponda nordoccidentale del lago di Neuchâtel.

## Storia
Già comune autonomo che si estendeva per 1,58 km²; in seguito all'esito favorevole del referendum del 27 novembre 2016, il 1º gennaio 2018 è stato aggregato agli altri comuni soppressi di Bevaix, Gorgier, Montalchez, Saint-Aubin-Sauges e Vaumarcus per formare il nuovo comune di La Grande Béroche.

## Società

### Evoluzione demografica
L'evoluzione demografica è riportata nella seguente tabella:
Abitanti censiti

## Economia
Fresens è un paese prevalentemente agricolo.